# Novorođenče
Novorođenče (eng. newborn ili infant, lat. in-fans - ne zna govoriti) naziv je najmlađeg stadija u razvoju ljudskog bića od rođenja do navršenih 28 dana. U medicinskom kontekstu, novorođenče ili neonatus (iz latinskog, neonatus) odnosi se na dojenče u prvih 28 dana nakon rođenja.
Za opis prije rođenja koristi se pojam fetus. Pojam dojenče obično se primjenjuje na djecu mlađu od godinu dana; međutim, definicije se mogu razlikovati i dojenče može uključivati djecu do dvije godine. Kad ljudsko dijete nauči hodati, umjesto toga može se koristiti izraz mališan (eng. toddler).

## Tjelesna obilježja
Ramena i bokovi novorođenčeta široki su, trbuh blago strši, a ruke i noge su relativno dugačke u odnosu na ostatak tijela.

### Duljina i težina
Težina i duljina novorođenčeta variraju ovisno o stupnju trudnoće tj. vremenu od začeća u kojemu je trudnoća iznesena, kao i samoj fiziologiji djetetova i majčina organizma, prehrani, uvjetima života i sl. Prijevremeno rođena djeca obično su lakša i niža. Težina se kreće u rasponu od nekoliko stotina grama do 7-8 kg, a visina od dvadesetak do šezdesetak cm.
Način mjerenja djetetove duljine je polaganje djeteta i rastezanje mjerne vrpce od vrha glave do dna pete.
Tijekom prvih 5-7 dana nakon rođenja, tjelesna težina novorođenčeta smanjuje se za 3-7%, što je u velikoj mjeri rezultat resorpcije i mokrenja tekućine koja u početku puni pluća. Nakon prvog tjedna, zdrava novorođena djeca trebala bi dobivati 664 - 1030 grama mjesečno do 4. mjeseca starosti.

### Glava
Glava novorođenčeta vrlo je velika u odnosu na tijelo. Dok je lubanja odraslog čovjeka otprilike jedna sedmina ukupne duljine tijela, kod novorođenčadi je oko četvrtine. Normalni opseg glave za novorođenče iznosi 33 – 36 cm pri rođenju. Po rođenju, mnoge regije lubanje novorođenčeta još nisu zatvorene kostima, ostavljajući "meke točke" poznate kao fontanele. Najvažnije su: velika ili prednja fontanela, četverokutna, na spoju dviju čeonih i tjemenih kostiju; mala ili stražnja fontanela, trokutasta, na spoju zatiljačne i dviju tjemenih kostiju. U kliničkoj praksi služe za prosudbu stava dječje glavice u porodu. Prednja se fontanela zatvara, okošta, tijekom druge godine života, a mala fontanela već u prvih 6 mjeseci života dojenčeta. Tijekom porođaja i rođenja, djetetova lubanja mijenja oblik kako bi se prilagodila spuštanju niz porođajni kanal. 

### Dlaka
Neka novorođenčad imaju finu, mekanu dlaku na tijelu koja se naziva lanugo. Može biti osobito uočljiva na leđima, ramenima, čelu, ušima i na licu nedonoščadi. Lanugo nestaje u roku od nekoliko tjedana. Novorođenče se može roditi s mnogo kose na glavi, ali i potpuno ćelavo. Među roditeljima svijetle puti, prva kosa može biti plava, čak i ako roditelji nisu, a dojenčad potom često mijenja boju kose.

### Koža
Odmah nakon rođenja, koža novorođenčeta često je sivkaste do tamnoplave boje. Čim novorođenče počne disati, obično u roku od minute ili dvije, boja kože dostiže boju odrasle osobe. Novorođenčad je mokra, prekrivena krvlju i obložena bijelom tvari poznatom kao vernix caseosa (sirasti maz), za koju se pretpostavlja da djeluje kao antibakterijska barijera. Novorođenče može imati i mongolske pjege, kogentialne madeže, rodin ugriz ili kožu koja se ljušti, osobito na zapešćima, rukama, gležnjevima i stopalima.

### Genitalije
Spolovila novorođenčadi povećana su i pocrvenjela, a muška djeca imaju neobično veliki skrotum. Dojke se također mogu povećati, kod dojenčadi oba spola. To je uzrokovano prirodnim majčinim hormonima i privremeno je stanje. I ženska i muška novorođenčad može ispuštati mlijeko iz bradavica ili krvavu ili mliječnu tvar iz rodnice. U svakom slučaju, to se smatra normalnim i s vremenom će nestati.

### Pupčana vrpca
Pupčana vrpca novorođenčeta je plavkastobijele boje. Nakon rođenja, pupčana se vrpca presijeca. Pupčani čep će se osušiti, smežurati, potamniti i spontano otpasti u roku od otprilike 3 tjedna. To će kasnije postati pupak. Pupčana vrpca sadrži tri žile: dvije arterije i jednu venu. Dvije arterije prenose krv od djeteta do posteljice, dok jedna vena nosi krv do djeteta. Poželjno je pričekati da pupčana vrpca otpulsira (isprazni se i postane bijela) prije klemanja i rezanja. Novorođenčad kojoj se rano presiječe pupkovina gubi željezo sadržano u krvi, te se rano presijecanje pupkovine povezuje s dodatnim rizikom od anemije u ranom djetinjstvu.

## Briga i hranjenje
Novorođenčad plače kao oblik osnovne instinktivne komunikacije. Dojenče koje plače možda pokušava izraziti različite osjećaje, uključujući glad, nelagodu, prekomjernu stimulaciju, dosadu, želju za nečim ili usamljenost. Ignoriranje plača djeteta negativno utječe na fizički i psihički razvoj.
Dojenje je preporučena metoda hranjenja novorođenčeta od strane svih zdravstvenih organizacija. U slučaju da dojenje nije moguće, novorođenče se može hraniti izdojenim ili adaptiranim mlijekom. Dojiti može velika većina žena koje to žele, ali za to treba znanje i fizičku, psihičku i emocionalnu podršku. Odgovarajuća konzumacija hrane u ranoj dobi ključna je za razvoj dojenčeta. Temelji optimalnog zdravlja, rasta i neurorazvoja tijekom života postavljeni su u prvih 1000 dana života. Od rođenja do šest mjeseci dojenčad bi trebala konzumirati samo majčino mlijeko ili zamjensko mlijeko - tvornički mliječni pripravak za dojenčad. Kako raste i mijenja se djetetova prehrana, potrebno je uvesti voće, povrće, žitarice i male količine mesa i ribe.
Veliki broj djece u većini razvijenih zemalja do dobi od otpriike dvije godine nosi pelene. Roditelji odabiru jednokratne ili višekratne (platnene) pelene. 
Djeci je potrebno više sna nego odraslim osobama - do 18 sati za novorođenčad, a količina sna pada s godinama. Djetetov san nije pravilnoga rasporeda, a spavati može s roditeljima ili u vlastitom krevetiću.  Dok djeca ne nauče hodati, često ih se nosi u rukama ili različitim nosiljkama ili se prevoze u dječjim kolicima. U većini je zemalja, uključujući Hrvatsku, obavezno u motornim vozilima prevoziti djecu u autosjedalici primjerenoj za dob i veličinu djeteta.

## Važnost dodira
Istraživanja su pokazala da novorođenčad koja su imala mnogo fizičkog kontakta s roditeljima i bližnjima imaju od toga koristi tijekom emocionalnog i socijalnog razvoja. Manja količina fizičkog nasilja kod odraslih osoba otkrivena je u kulturama s većom razinom pozitivnog fizičkog dodira. Djecu je stoga potrebno grliti i, ako je to moguće, nositi a nakon poroda što više koristiti kontakt koža-na-kožu.

## Emocionalni razvoj
Teorija privrženosti prvenstveno je evolucijska i etološka teorija prema kojoj novorođenče ili dijete traže blizinu određene figure privrženosti u situacijama uzbune ili nevolje u svrhu preživljavanja. Formiranje privrženosti smatra se temeljem sposobnosti djeteta da uspostavlja i vodi odnose tijekom života. Vezanost nije isto što i ljubav ili naklonost iako često idu zajedno. Dojenčad se veže za odrasle koji su osjetljivi i reagiraju u interakcijama s dojenčetom i koji neko vrijeme ostaju dosljedni skrbnici. Roditeljski odgovori dovode do razvoja obrazaca privrženosti, što zauzvrat dovodi do 'internih radnih modela' koji će voditi individualne osjećaje, misli i očekivanja u kasnijim odnosima.

## Narodni običaji
Sipanje perja običaj je u nekim seoskim dijelovima središnje, istočne i sjeverozapadne Hrvatske, kada se dolazak majke i novorođenčeta iz bolnice slavi zasipavanjem dvorišta perjem i papirima.